# Spermophora kerinci
Spermophora kerinci is een spinnensoort uit de familie trilspinnen (Pholcidae). De soort komt voor in Sumatra en Bali. De soort is geïntroduceerd in Duitsland. 